# Флаг Тимашёвска
Флаг муниципального образования Тимашёвское городское поселение Тимашёвского района Краснодарского края Российской Федерации — опознавательно-правовой знак, служащий официальным символом муниципального образования.
Флаг утверждён 8 ноября 2007 года и внесён в Государственный геральдический регистр Российской Федерации с присвоением регистрационного номера 3806.

## Описание
«Прямоугольное красное полотнище с отношением ширины к длине 2:3, воспроизводящее композицию герба Тимашёвского городского поселения, жёлтым и белым цветами».
Неофициальное описание флага: прямоугольное красное полотнище с отношением ширины к длине 2:3, в центре летящий жёлтый орёл с воздетыми крыльями и белыми клювом и лапами, несущий жёлтую казачью шашку в ножнах.

## Обоснование символики
Флаг языком символов и аллегорий отражает исторические и экономические особенности Тимашёвского городского поселения.
Тимошёвский курень, ныне город Тимашёвск — центр одноимённого района Краснодарского края, один из 38 запорожских куреней, прибывших в 1792—1793 годах на Кубань, в составе Черноморского казачьего войска.
9 (21) декабря 1807 года таврическим генерал-губернатором де Ришельё Тимашёвский курень переселён на реку Кирпили.
Орёл на флаге символизирует надёжность, самостоятельность, уверенность в завтрашнем дне, силу, волю. Это также — «символ обороноспособности и вековых традиций, несущий сквозь века шашку, как главную ценность казачества».
Жёлтый цвет (золото) символизирует урожай, богатство, уважение, интеллект, стабильность.
Красный цвет — символ труда, силы, мужества и красоты.